# Гусев, Николай Фёдорович (Герой Советского Союза)
Никола́й Фёдорович Гу́сев (1918—1945) — майор Рабоче-крестьянской Красной Армии, участник Великой Отечественной войны, Герой Советского Союза (1945).

## Биография
Николай Гусев родился 15 ноября 1918 года в деревне Евсяково (ныне — Чухломский район Костромской области) в семье крестьянина. Окончил шесть классов школы, после чего работал старшим бухгалтером. В сентябре 1937 года Гусев был призван на службу в Рабоче-крестьянскую Красную Армию Судайским районным военкоматом Ярославской области. 
С 22 июня 1941 года — на фронтах Великой Отечественной войны. Первый бой младший политрук Н. Гусев встретил на должности политрука 40-го артиллерийского дивизиона на Юго-Западном фронте. Дивизион понёс большие потери, но упорно держал оборону до последней возможности. Оказавшись в окружении, как старший по званию Н. Гусев собрал уцелевших бойцов и затем они почти месяц пробирались из окружения к своим, перейдя через линию фронта в конце июля. В сентябре 1941 года назначен командиром взвода на Западном фронте, в начале октября 1941 года, при начале генерального наступления немецких войск на Москву, был ранен. В конце октября вернулся в строй.
В январе 1942 года направлен, а в апреле окончил курсы младших лейтенантов. Почти сразу назначен командиром роты. В 1942 году был вторично ранен, на этот раз тяжело. В 1943 году назначен начальником штаба стрелкового батальона. С апреля по сентябрь 1943 года учился на офицерских курсах в городе Мичуринск, в октябре 1943 года вернулся на фронт: начальник штаба, а с января 1944 года - командир стрелкового батальона 1085-го стрелкового полка 322-й стрелковой дивизии 60-й армии 1-го Украинского фронта. Член ВКП(б) с 1943 года.
Совершил выдающийся подвиг во время освобождения Польши в ходе Висло-Одерской наступательной операции. За сутки 17 января 1945 года его батальон отразил 17 контратак врага. 19 января 1945 года его батальон с ходу овладел занятыми врагом траншеями и одним из первых ворвался в Краков. 20-21 января 1945 года батальон Гусева отразил в общей сложности 19 вражеских контратак в районе Кракова, удержав занимаемые позиции и уничтожив более 300 немецких солдат и офицеров. Гусев лично находился в передовых подразделениях, поднимал своих бойцов в контратаки. Погиб в жестоком бою 28 января 1945 года, перед этим дважды в рукопашных схватках отбив немецкие атаки пехоты с 8-ю танками, и уже перейдя к преследованию вынужденного отступить противника. Похоронен в городе Пщина.
Указом Президиума Верховного Совета СССР от 10 апреля 1945 года за «умелое командование батальоном, образцовое выполнение боевых заданий командования и проявленные при этом геройство и мужество» майор Николай Гусев посмертно был удостоен высокого звания Героя Советского Союза. 
Также был награждён орденами Ленина (10 апреля 1945 года, посмертно) и Отечественной войны 1-й (13 февраля 1945 года) и 2-й (6 ноября 1944  года) степеней, а также медалью «За боевые заслуги» (5 мая 1943 года).
В честь Гусева названы улица и средняя школа в селе Судай Чухломского района, там же установлен обелиск.